# سیارک ۲۹۹۵
سیارک ۲۹۹۵ (به انگلیسی: 2995 Taratuta، نامگذاری:1978QK) دو هزار و نهصد و نود و پنجمین سیارک کشف شده‌است که در ۳۱ اوت ۱۹۷۸ کشف شد.
قدر مطلق سیارک برابر ۱۲٫۴۰ است.